# Gheorghe Zamfir
Gheorghe Zamfir (n. 6 aprilie 1941, Găești, Județul Dâmbovița) este un naist virtuoz și compozitor român. Exprimându-se artistic printr-un instrument aproape uitat (naiul, numit și fluierul lui Pan), reușește să cucerească aplauzele întregii planete. Modifică forma, construcția și tehnica naiului, lărgindu-i considerabil paleta de interpretare. Introduce naiul în toate stilurile și genurile muzicale, revoluționând sunetul la scară universală și aducând naiul în atenția publicului modern.
Pe lângă prestigioasa carieră de muzician, se manifestă ca artist și în domeniul literar și al artelor plastice, publicând versuri, eseuri și o carte autobiografică și expunând picturi proprii în țară și în străinătate.

## Biografie
După o carieră muzicală de succes, în 1982, în plin comunism, dedică un concert lui Dumnezeu. Cade în dizgrația cuplului Ceaușescu. Este nevoit să plece în exil.
„Urlând de durere, cu inima sfâșiată în bucăți, am luat drumul exilului, în luna martie 1982, cu două valize și cu naiurile la spinare. Pașaportul mi l-a băgat în buzunar fostul ministru de Externe, Ștefan Andrei, care mi-a spus: "Pleci și nu te mai întorci. Altfel, Ceaușescu te omoară!". Exilul a fost absolut teribil pentru mine. Dacă nu plecam din țară eram arestat, condamnat și poate pierdut fizic.”
Cariera sa continuă și în exil, bucurându-se de succes mondial. Primește numeroase premii și distincții. În 1986, în Canada, din relația cu Susan Nichols, i se naște unicul fiu, Emmanuel Teodor Zamfir, actualmente baterist într-o formație rock din Montreal. În 1995 se căsătorește cu Marie Noëlle, la Paris. Revenit în România după Revoluția din 1989, traversează o perioadă de dificultăți financiare din cauza datoriilor acumulate față de fiscul francez, care îi confiscă posesiunile din Franța pentru că nu și-ar fi plătit impozite de milioane de euro. Acest fapt nu îl împiedică să își continue cariera artistică.

### Familia
În anul 1994 s-a căsătorit cu Marie Noelle, de care a divorțat în 2010. În anul 2015 s-a recăsătorit cu Nicoleta Beca, solistă de muzică populară.

### Educație
Manifestă înclinații muzicale din copilărie, când este atras de muzica lăutarilor, una din dorințele sale cele mai arzătoare fiind să cânte la acordeon cu taraful de romi. În 1955, la vârsta de 14 ani, tatăl său îl înscrie la Școala de muzică nr. 1 din București (astăzi Liceul de Muzică Dinu Lipatti), cu intenția de a studia acordeonul, dar este acceptat la clasa de nai a profesorului Fănică Luca, unde demonstrează o abilitate extraordinară pentru acest instrument. Iată cum evocă Gheorghe Zamfir întâlnirea sa cu Fănică Luca:
„Asta se întâmpla prin 1955, când am fost acceptat la Școala Specială de Muzică numărul 1 din București. Aveam 14 ani. Am reușit la examen, în comisia care alegea elevii după conformația fizică. Acești profesori, din comisie, erau vreo 14-15. Eu venisem de la țară, habar n-aveam cine e Fănică Luca.
Văzând că am configurația pentru acest instrument, Fănică Luca mi-a zis să încerc să cânt la nai. Eu i-am zis că refuz și am plecat din clasă. Tata m-a împins din nou, mi-a dat și două palme, și așa am rămas cu titlu de încercare la nai, pentru două luni, dacă nu-mi convine, pot să plec, ceea ce s-a și întâmplat. După două luni, din cauza efortului fizic am părăsit naiul. M-am dus la clasa de contrabas.
M-a căutat Fănică Luca, la câteva zile, prin școală, mi-a dat câteva palme și m-a întors la clasă. Mi-a zis: «Cu trei melodii am cucerit Globul Pământesc. Tu ai să-l cucerești mai mult ca mine. Nu-ți dai seama că ai talent?». Și am rămas la clasă.”
În 1961, după bacalaureat, se înscrie la Conservatorul de Muzică Ciprian Porumbescu din București, pe care îl absolvă cu o dublă specializare, în Pedagogie (1966) și în Dirijorat pentru cor și orchestră (1968). Pe 24 martie 2005 își susține doctoratul, obținând calificativul summa cum laude pentru teza intitulată Naiul - geneză, evoluție și semnificație, coordonată de profesorul universitar Gheorghe Oprea.

### Inovator și inventator al naiului
Gheorghe Zamfir aduce schimbări inovatoare naiului tradițional românesc de 20 de tuburi, înlocuindu-l cu noi variante conținând succesiv 22, 25, 28 și 30 de tuburi, pentru lărgirea domeniului tonal, astfel: naiul alto (22 de tuburi), tenor (25 de tuburi), bas (28 de tuburi) și naiul contrabas (30 de tuburi – apărut în 1972). Reușește să obțină câte nouă tonuri pentru fiecare tub, prin modificarea ambușurei. În acest fel devine posibilă interpretarea melancolică la nai a doinelor, cântecelor de leagăn, bocetelor și chiar a unor inflexiuni ale vocii umane. Își asamblează singur naiurile, din lemn de bambus, și le acordează cu ajutorul unei mici cantități de miere de albine introdusă în tuburi. În 2003 confecționează naiul numit Gigantul, având 42 de tuburi, 1,35 m înălțime și 1,2 m lățime.

### Cariera artistică muzicală
În 1959, obține Premiul I și titlul de laureat pe țară, și înregistrează primele compoziții proprii în stil folcloric, cu Orchestra Populară a Radiodifuziunii. Devine cunoscut publicului larg după ce este descoperit de etnomuzicologul elvețian Marcel Cellier, care studia muzica populară românească în anii '60. Ca student, în perioada 1961-1966 călătorește în multe țări europene și câștigă Locul I în numeroase competiții internaționale.
În perioada 1966–1969 este dirijor al Ansamblului folcloric Ciocârlia din București. În 1966 scoate primul său disc cu casa de discuri Electrecord, care cuprinde compoziții ale sale în cel mai autentic spirit popular, printre care și faimoasele sale piese: Doina de Jale și Doina ca de la Vișina. În 1968 scoate cel de al doilea disc cu Electrecord. În 1969 pleacă prin demisie de la Ansamblul folcloric Ciocârlia.
Între anii 1968-1970 întreprinde primele turnee în Germania de Vest, Elveția, URSS, China, unde obține un succes impresionant.
În 1970 înființează propriul său Taraf concertistic, cu care susține, în 1971, 45 de reprezentații la teatrul de la Gaîté – Montparnasse din Paris, folosind pentru prima oară cele patru naiuri (soprano, alto, tenor și bas) create de el însuși în 1968. Reprezentațiile se bucură de un succes fulminant. Va concerta apoi peste tot în lume, elogiile fiind unanime, din Europa, America de Sud, Canada și SUA, până în Australia, Japonia și Africa de Sud. Este invitat să susțină concerte, în diferite ocazii, de nenumărați șefi de state și personalități, printre care împărăteasa Japoniei, președintele Columbiei și Papa Ioan Paul al II-lea. Primește nenumărate premii și distincții.

 În 1972 creează stilul Nai - Orgă, introducând repertorii noi și lărgind considerabil paleta expresivă de interpretare a naiului.

 În 1974 compune Misa pentru Pace, pentru nai, cor, orgă și orchestră, pe care o înregistrează la București cu Orchestra Națională Radio și Corul Madrigal condus de Marin Constantin, sub bagheta dirijorului Paul Popescu.

Single-ul său Eté d’amour devine unul din hiturile cele mai apreciate ale anului 1976. Urmează Păstorul Singuratic, al doilea hit european al său, la care colaborează cu compozitorul și dirijorul german James Last, pe care îl cunoaște într-unul din turneele sale. Ambele cântece anunță venirea unui sunet nemaiîntâlnit până atunci, care îi atrage recunoașterea internațională. Urmează concerte în SUA, la Carnegie Hall, New York (1981) și Kennedy Center, Australia, Noua Zeelandă, Japonia, Canada, Africa de Sud, Scandinavia, Belgia, Franța, Elveția, Austria.

În 1981 își lansează discurile pe piața americană.

În 1982 compune prima Rapsodie și primul Concert pentru nai și orchestră, pe care le înregistrează pentru Phillips cu Filarmonica din Monte Carlo, sub bagheta lui Lawrence Foster.

În 1984 compune primul Cvintet pentru nai și cvartet de coarde, numit Cvintetul Plopilor, pe care îl cântă împreună cu Cvartetul Oxford din Toronto, în transmisie directă la Radio. Compune numeroase lucrări camerale, pe care le execută cu celebrul Cvartet Enescu, în Franța și Germania.

În 1986 înregistrează primul disc cu repertoriu baroc, din care amintim Dublul Concert în re minor pentru vioară și oboi de Johann Sebastian Bach, cu British Chamber Orchestra.

Între 1988-1990 este primit de trei ori la Vatican. Este primul muzician care a cântat în timpul Misei private a Papei Ioan Paul al II-lea. După moartea Sanctității Sale, creează special pentru comemorarea Sa Conceptul muzical Totus Tuus, un set de piese pentru nai, orgă și grup vocal bărbătesc.

În domeniul cinematografiei, participă la compunerea coloanei sonore a unor filme, printre care Once Upon a Time in America, al regizorului Sergio Leone, Karate Kid sau, mai nou, Kill Bill. Iată cum rememorează Gheorghe Zamfir participarea la coloana sonoră a filmului Once upon a time in America (citat preluat din cartea sa autobiografică Binecuvântare și blestem):
„1987. Roma mă solicită prin Ennio Morricone și Sergio Leone pentru a înregistra tema principală la filmul care avea să facă turul lumii, ca o capodoperă a cinematografiei: "Once upon a time in America". Experiența a fost unică, participarea naiului în desfășurarea acțiunii fiind majoră, creând impactul pe care realizatorii mizau. Într-adevăr, intervenția mea avea să creeze emoția care a făcut din acest film unul din cele mai vizionate și apreciate filme din lume la acea epocă.”
În 1990, după Revoluție, se reîntoarce în țară. Își continuă seria de concerte și turnee în Franța, Elveția și, mai ales, Turcia, unde este declarat cel mai popular compozitor și artist al secolului XX. Susține concerte la pupitrul Orchestrei Naționale de Folclor, reînființată în luna decembrie 2006 (relansarea oficială a orchestrei are loc în luna mai 2007).
După aproape un deceniu de absență, în ianuarie 2006 Gheorghe Zamfir se întoarce în Canada pentru un tur de concerte cu ATHENAEUM STRING Quintet. În programul turneului a fost inclusă o premiera mondială: Anotimpurile de Antonio Vivaldi pentru nai si quintet de coarde Arhivat în 5 noiembrie 2014, la Wayback Machine. in aranjamentul muzical al muzicianului Lucian Moraru, cât și piesele Ciocârlia, Lonely Shepherd etc.
În decursul unei cariere muzicale care depășește 50 de ani, Gheorghe Zamfir creează peste 300 de lucrări în stil folcloric, cameral, coral, vocal, instrumental și simfonic. Repertoriul său cuprinde compozitori de la perioada barocă și clasică precum Wolfgang Amadeus Mozart, Johann Sebastian Bach, Arcangelo Corelli, Antonio Vivaldi, până la contemporani ca John Lennon, Paul McCartney, Billy Joel sau Elton John.

Gheorghe Zamfir este câștigătorul a 120 de discuri de aur și platină, are peste 190 de discuri înregistrate, și are peste 120 de milioane de albume vândute.
Este singurul artist european care a câștigat două discuri de aur în SUA și singurul artist român care a câștigat un disc de aur în Ungaria.

### Cariera artistică para-muzicală
Artist polivalent, Gheorghe Zamfir manifestă preocupări artistice și în afara sferei muzicale, care l-a consacrat.

#### Literatură și publicistică
- Lucrări de specialitate:
  - Traitė Du Naï Roumain: méthode de flûte de Pan (1975)
  - Naiul - geneză, evoluție și semnificație (teza cu care își susține doctoratul, în 2005)
- Literatură beletristică (versuri, eseuri și o carte autobiografică):
  - Dincolo de sunet - Au-dela du son, ediție bilingvă, româno-franceză, (1979)
  - Drum de spini și de glorii, versuri, (1981)
  - Binecuvântare și blestem, carte autobiografică (2000)
  - În inima întristată a barocului, versuri (2002)

#### Arte plastice
În domeniul artelor plastice, Gheorghe Zamfir se exprimă în pictură, având la activ, până în 2007, 4 expoziții de pictură în țară și în străinătate. În perioada iunie-august 2009, la Muzeul Național al Unirii din Alba Iulia a fost deschisă expoziția Doi pictori, două epoci, două gândiri, două simțiri, doi români. Gheorghe Zamfir și Petru Beca, cuprinzând lucrări ale lui Gheorghe Zamfir și ale lui Petru Beca, pictor și scriitor din Alba Iulia.

### Cariera didactică
În anul 1987 la Conservatorul de Muzică din Hilversum, Olanda, se înființează prima catedră de nai din lume unde ca profesor de nai a fost naistul român Nicolae Pârvu, fost coleg la clasa de nai cu Gheorghe Zamfir. În perioada 2001-2005, activează ca profesor asociat la Facultatea de Interpretare Muzicală din cadrul Universității de Muzică din București, unde începe să predea timp de patru ani de zile. Cel care însă a pus bazele acestei catedre de Nai la Universitatea de Muzică din București a fost profesorul de Nai Cornel Pană, actual stabilit în Elveția. Gheorghe Zamfir este înlăturat de la catedră în toamna anului 2005, fiind respins prin vot de Consiliul Facultății de Interpretare Muzicală. Ulterior, predă cursuri de nai la Universitatea Valahia din Târgoviște.

### Activitate politică
Întors în țară după Revoluție, Gheorghe Zamfir devine, pentru scurt timp, membru al Partidului România Mare, condus de Corneliu Vadim Tudor. Revista România Mare îi atribuie afirmații antisemite, din cauza cărora, în 2002, nu i se permite să concerteze în Israel, fiind oprit la aeroport și obligat să se înapoieze la București. Am căzut într-o capcană, declară în 2003 Maestrul, într-o conferință de presă la Tel Aviv, că afirmațiile din revistă nu îi aparțin și că nu este antisemit. Ziarul Yediot Aharonot scrie că, din cauza a trei luni nefericite, nu se poate șterge cariera de 48 de ani a unui artist care este considerat printre primii zece muzicieni din lume.
Mai târziu, Gheorghe Zamfir descrie astfel această experiență politică:
„Am fost atras în curse politice de oameni care s-au folosit de mitul și de numele meu. M-au terfelit, după care m-au părăsit și m-au uitat. Sunt foarte trist și dezamăgit de tot ceea ce mi s-a întâmplat.”
Ulterior, retras din politică, precizează:
„Am uitat de politică. Mi-au rămas muzica, naiul, studenții. Am multe de spus în compoziție și în dirijorat.”
Retragerea din politică este însă temporară: în toamna anului 2004, Gheorghe Zamfir devine membru al Partidului Democrat.

## Relațiile lui Gheorghe Zamfir cu Statul Israel
La începutul lunii noiembrie 2002, Statul Israel a refuzat să-i acorde viza de intrarea în țară, în urma unor proteste publice legate de anumite declarații antisemite pe care muzicianul le-ar fi făcut. Gheorghe Zamfir a negat aceste declarații și a primit viza de intrare
în Israel.
În luna august 2003, Gheorghe Zamfir a revenit în Israel, a vizitat Yad Vashem și a plantat un pom în memoria victimelor Holocaustului.
În 2008, Gheorghe Zamfir a imprimat un CD de muzică israeliană, în cinstea aniversării a 60 de ani de la înființarea Statului Israel.

## Premii și distincții
De-a lungul întregii cariere, Gheorghe Zamfir primește numeroase premii, distincții și medalii, printre care:
- Medalia Vaticanului
- Ordinul Meritul Cultural al Franței
- Titlul de Ofițer și Cavaler al Franței, Belgiei și Luxemburgului
- Ordinul Comandorului în Columbia
- Diploma Universității Don Bosco din Roma, de două ori
- Medalia de aur a Asociației din cadrul Academiei de Artă, Științe și Litere a Franței, de două ori
- Premiul Academiei Charles Cros
- Premiul Țitera de aur în Franța
- Premiul Săgetătorul de Aur, în Italia
- Premiul Internațional Omnia pentru întreaga operă muzicală[13], în cadrul premiilor anuale ale Academiei Internaționale „Mihai Eminescu", ediția 2009
- Ordinul Republicii (Republica Moldova), 2014[14][15]
- Ordinul Național "Steaua României" în grad de Cavaler.

## Creații muzicale originale
Gheorghe Zamfir a compus peste 300 de lucrări în stil folcloric, cameral, coral, vocal, instrumental și simfonic. Printre acestea se numără:
- Doina de jale și Doina ca de la Vișina, compoziții pentru nai în spirit popular (1966)
- Misa pentru Pace, pentru nai, cor, orgă și orchestră (1974)
- Concert pentru nai și orchestră (1982)
- Cvintet pentru nai și cvartet de coarde (Cvintetul Plopilor, 1984)
- Conceptul muzical Totus Tuus, set de piese pentru nai, orgă și grup vocal bărbătesc (2005)

## Gheorghe Zamfir la Biblioteca Congresului SUA
- Biblioteca Congresului SUA: Solist
- Biblioteca Congreslui SUA. Dirijor de orchestră
- Biblioteca Congresului Naiurile românești
- Naiurile Românești

## Discografie selectivă
- Flute de Pan et orgue (2007)
- Gheorghe Zamfir and friends (2007)
- Koenig der Panfloete (2007)
- Antonio Vivaldi : Anotimpurile (2006) Arhivat în 4 noiembrie 2011, la Wayback Machine. impreuna cu TRAFFIC STRINGS QUINTET - o premiera mondiala
- TOTUS TUUS - In memoriam Ioan Paul II (2005)
- Doina de l'amour (2004)
- Magic of the panpipes (2004)
- 20 panpipe favourites (2003)
- Colinde (2002)
- Sunetul românesc - Colecția de Aur, Vol. 1 (2002)
- Anii 70 - Colecția de Aur Vol. 2 (2002)
- Anii 70 În lume - Colecția de Aur Vol. 3 (2002)
- Melodii Celebre - Colecția de Aur, Vol. 4 (2002)
- Opere nemuritoare - Colecția de Aur, Vol. 5 (2002)
- Cele mai frumoase Doine - Colecția de Aur, Vol. 6 (2002)
- Murmures de la Foret (Forest Murmers) (2002)
- Music from the movies (2002)
- Legenda Românească (2001)
- Love Story Of The Panpipe - Classical - 60 Years Jubilee (2001)
- Love Story Of The Panpipe - Folklore - 60 Years Jubilee (2001)
- En France (2001)
- A feeling of romance (2000)
- Flutes romatines 1 (2000)
- In Scandinavia (2000)
- Millenium collection (2000)
- A feeling of Christmas (1999)
- Glorious pipes (1999)
- Die goldene Panflöte (1998)
- Lonely shepherd (1997)
- Songs of Romance, Vol. 1 (1997)
- Like a breaze (1997)
- Gheorghe Zamfir - Collection (1997)
- Panfloete und Orgel, Vol. 1 (1997)
- Panfloete und Orgel, Vol. 2 (1997)
- Panflute hits (1997)
- Comme une brise (1995)
- Panpipe moods (1995)
- Das Klagende Lied des Einsamen Hirten (1995)
- Der zauber der Panflöte (1995)
- King of the Pan Flute - and Other Favorites - (1994)
- Comme une brise (1994)
- L'ame roumaine (1994)
- Das klagende lied das ein (1994)
- Romanian Flute (1993)
- Love songs (1991)
- Greatest hits (1990)
- Fantasy (1990)
- Beautiful dream (1988)
- Classics by candlelight (1988)
- Harmony (1987)
- Picnic at Hanging Rock (1977)
- Impressions (1977)
- The Fantastic Gheorghe Zamfir (1971)

## Filmografie
Participă la coloana sonoră a următoarelor filme:
- Le Grand Blond avec une chaussure noire (Marele Blond) , 1972
- La course du lièvre à travers les champs, 1972
- Le retour du Grand Blond (Întoarcerea Marelui Blond), 1974
- Picnic at Hanging Rock (Picnic la Hanging Rock), 1975
- Blestemul pămîntului – Blestemul iubirii (1980)
- Întoarcere la dragostea dintîi... (1981)
- Once upon a time in America (A fost odată în America), 1984
- The Karate Kid (Karate Kid), 1984
- Paradise, 1984
- Margarit i Margarita, 1989
- Omohide poro poro (Memories of Yesterday), 1991
- Celeste, 1991
- Preku ezeroto (Across the Lake), 1997
- Kill Bill. Vol.1, 2003

## Galerie de imagini

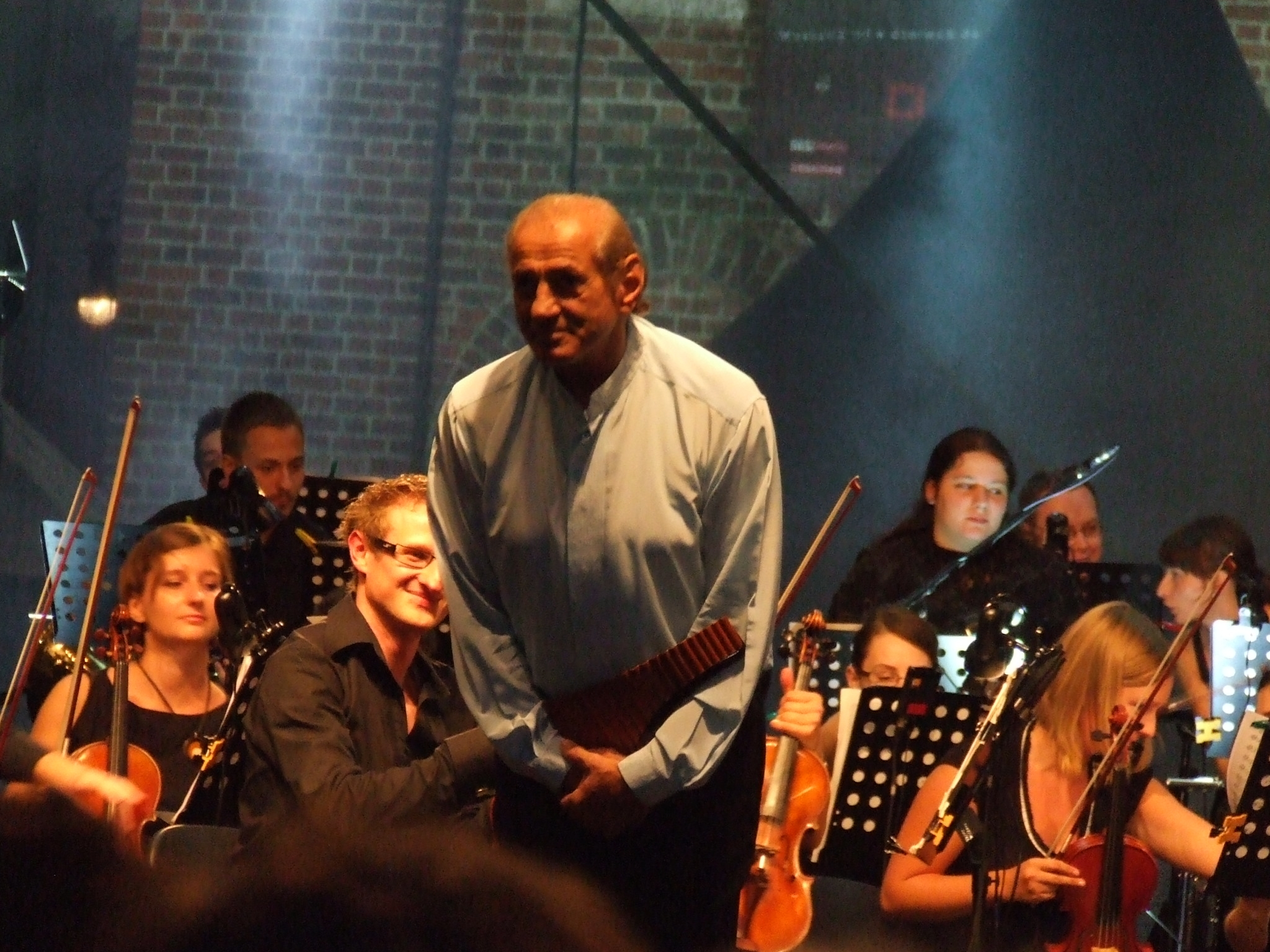
Concert în Cracovia (iulie 2008)
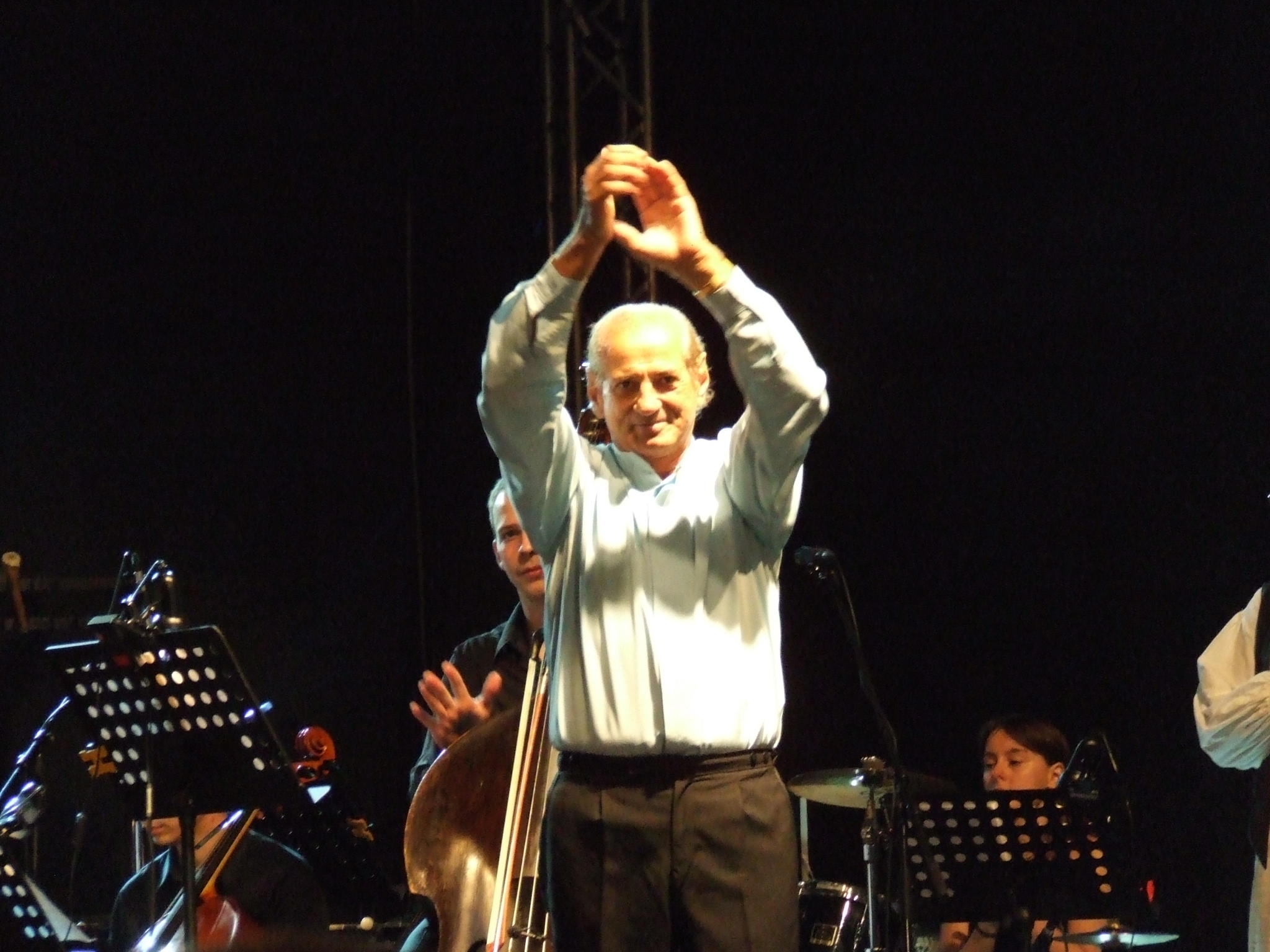
Concert în Cracovia (iulie 2008)
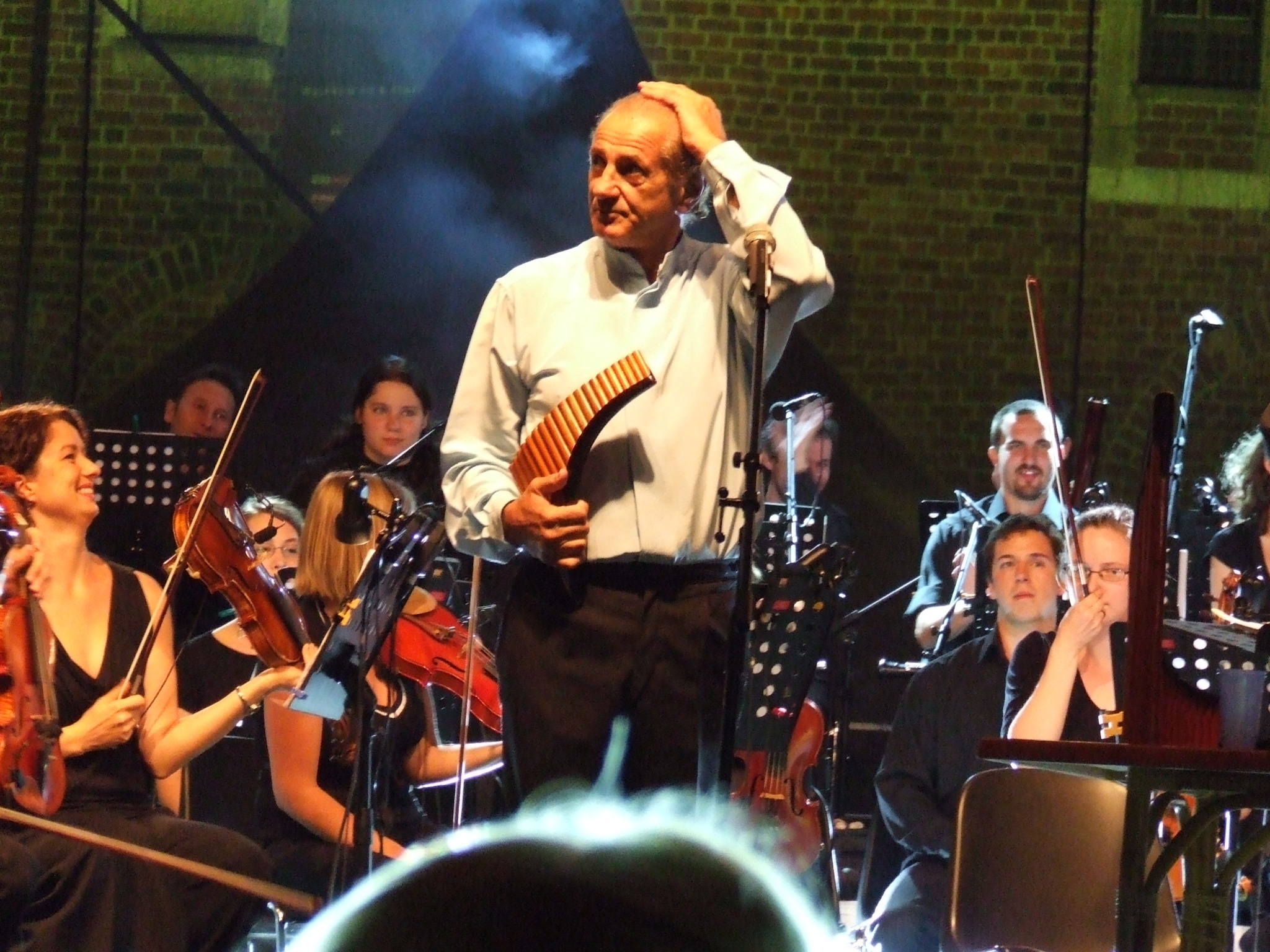
Concert în Cracovia (iulie 2008)